# Васил Балевски
 Тази статия е за революционера.  За комунистическия деец вижте Васил Балевски (комунист).  
Васил Стефанов Балевски е четник и войвода на Вътрешната македоно-одринска революционна организация, деец на БРСДП.

## Биография
Васил Балевски е роден през 1885 година в Троян. Произхожда от същия стар охридски род, от който е и българският политик и  академик Ангел Балевски.
Става доброволец във ВМОРО и заминава с четата на Тане Николов в Македония през 1907 г. Участник в сражението на „Ножот“ през лятото на същата година. Подвойвода е на Иван Смичков в Мариовско, а заедно с Трайко Зойката и Марко Христов от Витолище прочистват областта от андарти и гъркомани. Унищожава четата на Константинос Гутас. Тежко ранен в началото на 1908 г. Назначен за войвода на мариховската чета, остава в Македония до Хуриета Младотурската революция след което се завръща в България.
Васил Балевски участва в Балканската и Междусъюзническата войни, а в Първата световна война е взводен командир в 34-ти пехотен троянски полк и участва в сраженията при Дойран.
През войните е награден общо с пет кръста „За храброст“.
Умира в Троян през 1973 година.
Васил Балевски описва спомените си и тези на четника Петко Кънев през 1964 година. Издадени са през 2008 година от неговия внук.